# Arc recti-curviligne
L'arc recti-curviligne est un type d'arc sophistiqué apparu au XIe siècle en Al-Andalus à l'époque des royaumes de taïfa.

## L'arc recti-curviligne dans l'architecture des royaumes de taïfa
L'arc recti-curviligne, constitué de deux droites elles-mêmes composées d'une succession de lobes et d'angles droits, est une innovation de l'architecture des royaumes de taïfa.
Ce type d'arc fait son apparition au palais de l'Aljaferia à Saragosse où il orne l'arcade séparant le portique nord du Salon Doré ainsi que certaines faces de la salle de prière octogonale de l'émir.

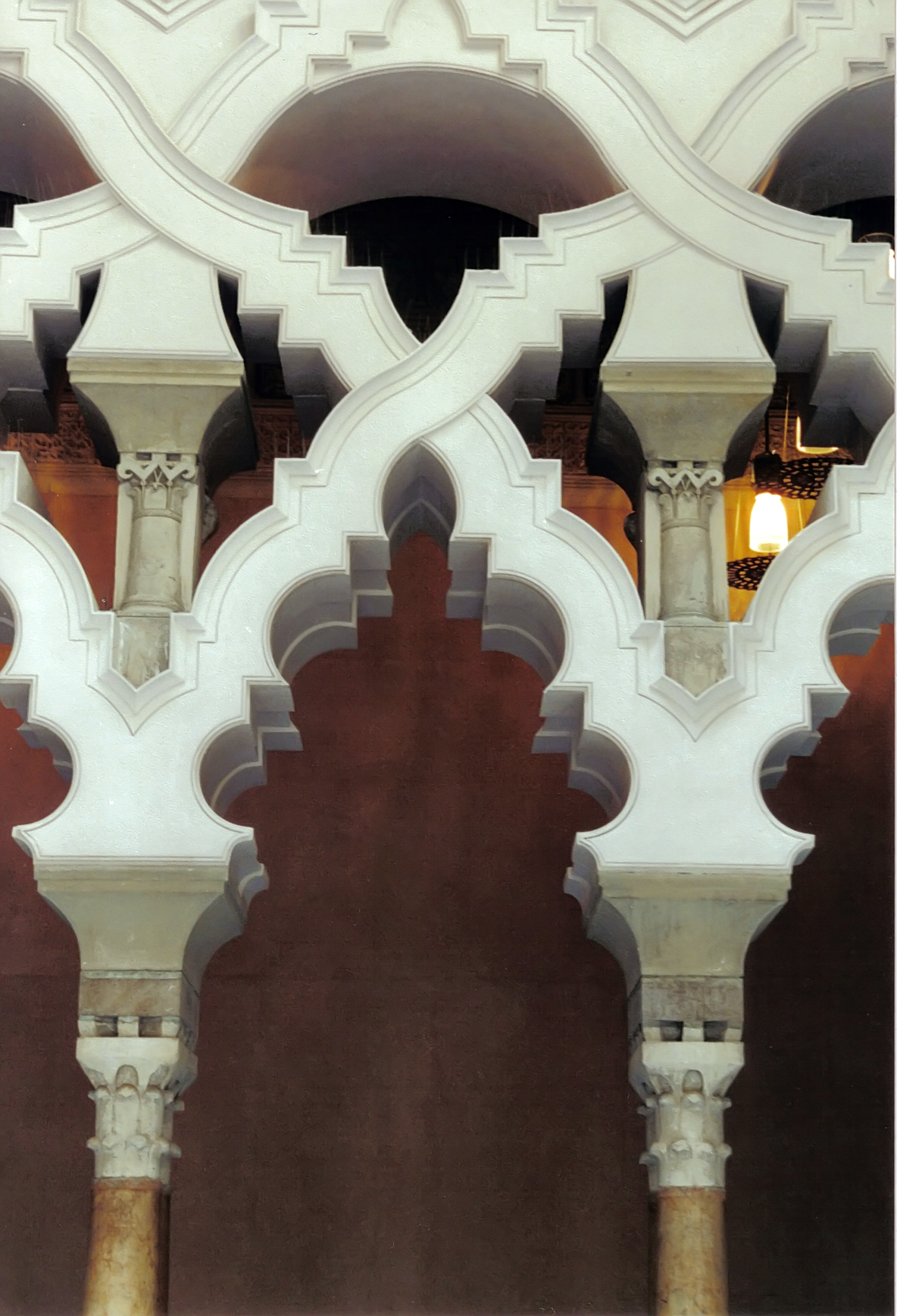
Arc recti-curviligne du portique nord de l'Aljaferia.
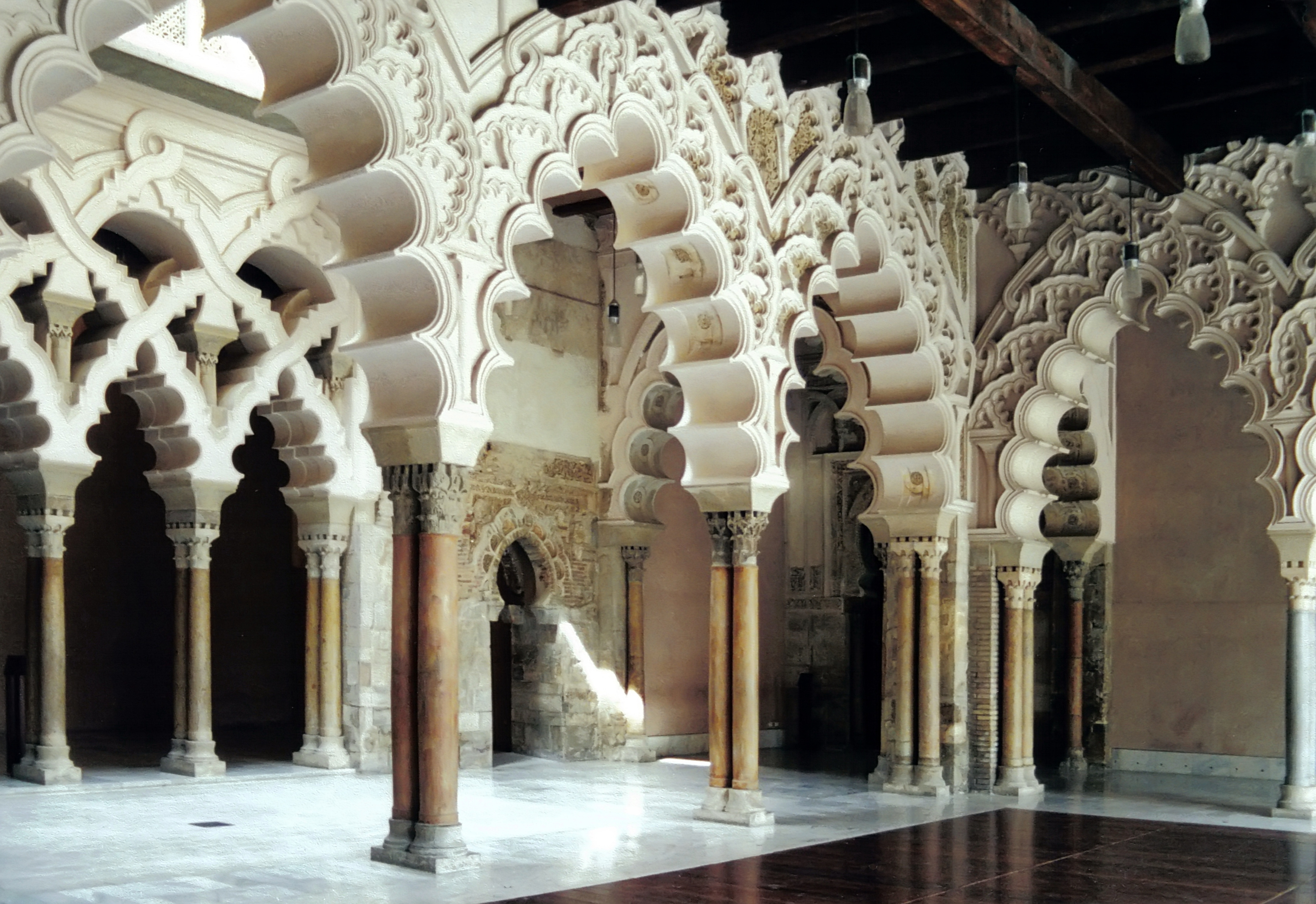
Portique nord de l'Aljaferia : arcs recti-curvilignes à l'arrière-plan (à gauche).

## L'arc recti-curviligne dans l'architecture almohade

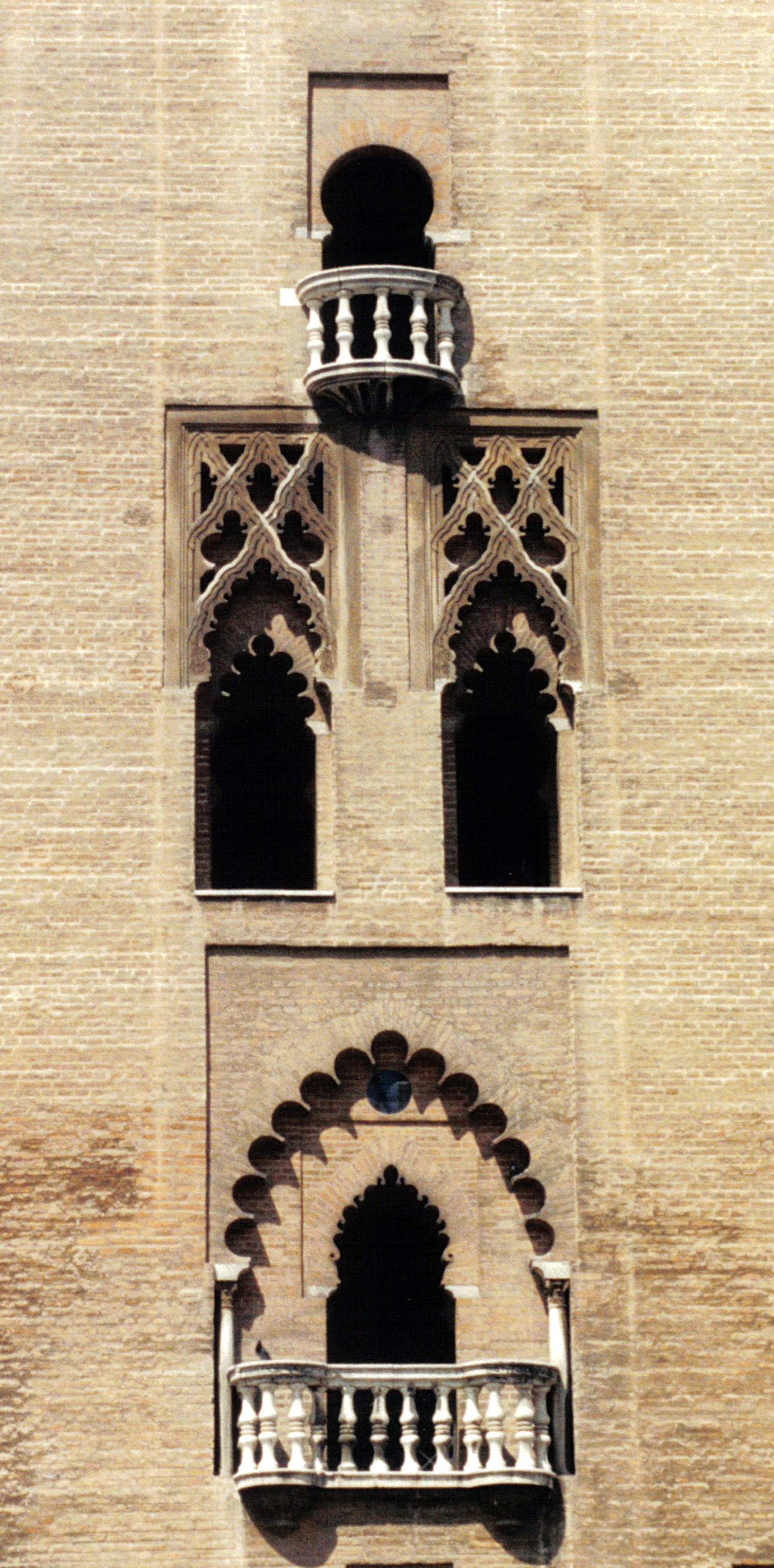
Arcs recti-curvilignes au deuxième étage de la Giralda.

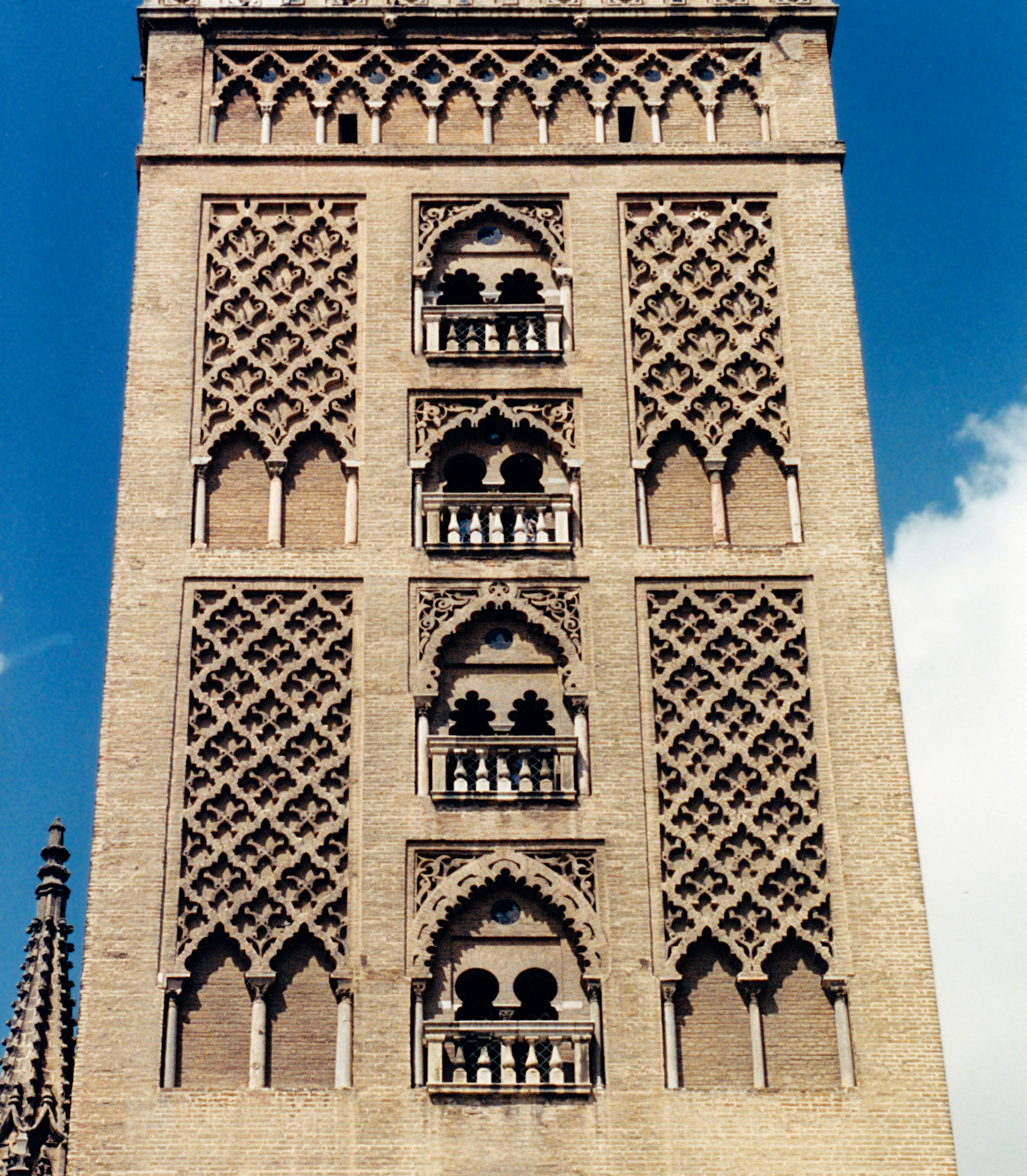
Giralda : arcs à lambrequins (travée centrale) et sebka (travées latérales).

L'arc recti-curviligne fut repris par l'architecture almohade.
Le deuxième étage de la Giralda de Séville présente des baies géminées ornées d'arcs recti-curvilignes.
À l'époque almohade, l'arc recti-curviligne évolua et devint arc à lambrequins : ce type d'arc orne la travée centrale des quatre étages supérieurs de la Giralda de Séville ainsi que le portique du Patio del Yeso à l'arrière de l'Alcazar de Séville.
Les entrelacements d'arcs recti-curvilignes devinrent dans l'architecture almohade ce que l'on appelle des sebkas, grands réseaux d'arcs recti-curvilignes entrecroisés formant des losanges surmontant les arcs des étages supérieurs de la Giralda et du Patio del Yeso.

## Type d'arc dérivé
- Arc à lambrequins